# Characodoma glabrum
Characodoma glabrum är en mossdjursart som beskrevs av Gordon och Jean-Loup d'Hondt 1997. Characodoma glabrum ingår i släktet Characodoma och familjen Cleidochasmatidae. Inga underarter finns listade i Catalogue of Life.